# 김채용 (1949년)
김채용(金采溶, 1949년 7월 18일, 경상남도 의령군 ~ )은 대한민국의 공무원 출신 정치인이다. 경상남도 행정부지사, 제35대 남해군수, 제37·43·45대 의령군수를 역임했다.

## 학력
- 의령국민학교 졸업
- 의령중학교 졸업
- 마산고등학교 졸업
- 단국대학교 행정학과 졸업

### 비학위 수료
- 단국대학교 대학원 석사 졸업
- 경남대학교 대학원 행정학과 행정학 박사 수료

## 경력
- 의령군 가례면사무소 면서기
- 의령군 부림면 근무
- 의령군 의령면 근무
- 의령군청 내무과 근무
- 경상남도청 사회과 근무
- 경상남도청 지방과 근무
- 내무부 전산지도담당 근무
- 내무부 의회담당 근무
- 내무부 여론관리담당 근무
- 내무부 행정담당 근무
- 1993.03 ~ 1993.05 제35대 경상남도 남해군수
- 1994.07 ~ 1994.11 제37대 경상남도 의령군수
- 1997 이북5도위원회 평안북도 사무국 국장
- 2003 행정자치부 민방위재난관리국 국장
- 2004.05 ~ 2006.02.08 경상남도 행정부지사
- 2004.05.04 ~ 2004.06.05 경상남도 도지사 권한대행
- 2006.02.08 명예퇴직
- 2006.07 ~ 2010.06 제43대 경상남도 의령군수
- 2007.11.26 한나라당 입당
- 2010.10 ~ 2014.06 제45대 경상남도 의령군수
- 2012.02 ~ 2017.02 새누리당
- 2017.02 ~ 2020.02 자유한국당
- 2018 제7회 전국동시지방선거 자유한국당 의령군 총괄선거대책위원장

## 수상
- 모범공무원 국무총리 표창장
- 대통령 표창(시책창안) 2회
- 2006 국민생활체육협의회장상 우수지방자치단체장 부문
- 녹조근정훈장
- 홍조근정훈장

## 역대 선거 결과
|  | 50.31% |

|  | 42.32% |

|  | 43.16% |

|  | 40.27% |

| 전임 황기준 | 제35대 경상남도 남해군수(관선) 1993년 3월 29일 ~ 1993년 5월 22일 | 후임 이조헌 |

| 전임 노재선 | 제37대 경상남도 의령군수(관선) 1994년 7월 4일 ~ 1994년 11월 18일 | 후임 이방수 |

| 전임 장인태 | 제27대 경상남도 행정부지사 2004년 5월 4일 ~ 2006년 2월 9일 | 후임 공창석 |

| 전임 (권한대행)장인태 | 경상남도지사 권한대행 2004년 5월 4일 ~ 2004년 6월 5일 | 후임 (재보궐)김태호 |

| 전임 한우상 | 제43대 경상남도 의령군수(민선) 2006년 7월 1일 ~ 2010년 6월 30일 | 후임 권태우 |

| 전임 권태우 (권한대행)강효봉 | 제45대 경상남도 의령군수(민선) 2010년 10월 28일 ~ 2014년 6월 30일 | 후임 오영호 |